# Lin Yüan
Pour les articles homonymes, voir Yuan (homonymie).
Lin Yuan (林淵) est un auteur d'art brut, peintre, sculpteur et graveur sur pierre taïwanais du XXe siècle, né en 1913 à Nantou et mort à Puli en 1991.

## Biographie
Lin Yüan est fermier pendant la plus grande période de sa vie et ce n'est qu'après le décès de sa femme, alors qu'il a déjà plus de cinquante ans qu'il commence à graver sur la pierre. Se prenant au jeu de la création, il se met également à peindre et à exécuter des œuvres brodées. Un banquier de la ville de Puli, Huang Pingsong, ayant entendu parler de lui, se passionne pour son travail et lui achète ses œuvres. Pour le faire connaitre, il contacte en France le peintre Jean Dubuffet, collectionneur d'œuvres d'autodidactes et conceptualisateur de la notion d'art brut. Parallèlement à cette démarche, Huang Pingsong, avec l'aide de quelques artistes et intellectuels taïwanais, organise à travers l'île plusieurs expositions de Lin Yuan. En 1984 Huang achète un terrain à Puli sur lequel il lui fait construire une maison pour l'héberger et lui permettre de continuer son travail. Le parc qui l'entoure, dénommé "parc de l'oreille de buffle" se transforme petit à petit en lieu d'exposition permanente de ses gravures et sculptures sur pierre. Après le décès de Lin Yuan en 1991, son atelier est transformé en musée.
Ses sujets animaliers, peut-être inspirés de contes populaires, donnent à ses peintures un charme enfantin. Ses animaux aux allures anthropomorphiques naïves, comme son origine sociale le rattachent assurément à l'art brut tel que défini par Dubuffet . Par ses représentations de l'amour quelquefois très crues, son œuvre est par ailleurs fortement sexualisée et peut être qualifiée de transgressive dans le contexte culturel confucéen alors en vigueur à Taïwan.
Contemporain de Hung Tung, autre auteur d'art brut Taïwanais aujourd'hui réputé, Lin Yuan est devenu internationalement reconnu à la suite de l'exposition organisée en 1997 et 1998 à Paris (à la Halle St Pierre) et au musée d'art moderne de Louvain-la-neuve (en Belgique) intitulée "17 naïfs de Taïwan".